# زياركلا (دابوي الجنوبي)
زیارکلا (بالفارسية: زیارکلا) هي قرية تقع في إيران في قسم دابوي الجنوبی الريفي. يقدر عدد سكانها بـ 190 نسمة بحسب إحصاء 2016.